# Manu Sánchez (ur. 2000)
Manuel Sánchez de la Peña (ur. 24 sierpnia 2000 w Madrycie) – hiszpański piłkarz występujący na pozycji obrońcy w hiszpańskim klubie Osasuna oraz w reprezentacji Hiszpanii do lat 21. Wychowanek Atlético Madryt.